# Luciano Visintini
Luciano Visintini (Buttrio, 16 marzo 1947 – Buttrio, 24 gennaio 2006) è stato un calciatore italiano, di ruolo portiere.

## Carriera
Cresciuto nel Buttrio passa giovanissimo al Padova  e quindi nella Folgore Castelvetrano, squadra siciliana, con la cui maglia esordisce in Serie D nel 1966 rimanendovi per 3 stagioni, nel 1969 viene ingaggiato dal Catania come secondo portiere, vice di Rino Rado. Gioca 6 partite, di cui 2 in Serie A nella stagione 1970-1971, non subendo nessuna rete.
Divergenze con l'allora presidente Angelo Massimino lo portano ad abbandonare il calcio professionistico ed a rientrare in Friuli.
Qui in breve tempo diventa un imprenditore affermato nel settore del legno.
Tornato a giocare nella squadra del suo paese natale, il Buttrio in 2ª categoria, viene chiamato nel 1974 a difendere la porta della nazionale dilettanti. Passa quindi nel 1974-75 al Palmanova dove diventa un punto fermo della squadra friulana nella scalata dalla seconda categoria alla Serie D in soli 4 anni.
Successivamente gioca ancora fino oltre i quarant'anni in altre squadre dilettantistiche friulane.
Grande figura di sportivo, di uomo e di imprenditore  muore a causa di un male incurabile nel 2006.